# Sol Líneas Aéreas
Sol Líneas Aéreas war eine argentinische Regionalfluggesellschaft mit Sitz in Rosario und Basis auf dem Flughafen Rosario.

## Geschichte
Sol Líneas Aéreas entstand im Jahr 2006 im Rahmen eines Vertrages zwischen dem Reiseveranstalter Transatlántica und der Regierung der Provinz Santa Fe, um die Verbindung der größeren Städte der Provinz mit Buenos Aires und Córdoba zu verbessern.
Obwohl die spanische Air Nostrum im September 2015 45 % der Anteile von Sol Líneas Aéreas übernommen hatte, stellte letztgenannte den Betrieb am 15. Januar 2016 ein. Als Begründung wurde die schwierige wirtschaftliche Situation in Argentinien und der Wegfall eines Codeshare-Abkommen mit Aerolíneas Argentinas genannt.

## Flugziele
Sol Líneas Aéreas bot mit Stand 2011 folgende Flugrouten an:
- Rosario – Buenos Aires
- Rosario – Buenos Aires – Villa Gesell (saisonal)
- Rosario – Florianópolis (saisonal)
- Córdoba – Rosario – Punta del Este
- Santa Fe – Rafaela – Buenos Aires

## Flotte
Zuletzt bestand die Flotte der Sol Líneas Aéreas aus zehn Flugzeugen:
- 6 Bombardier CRJ200
- 4 Saab 340

## Zwischenfälle
Sol Líneas Aéreas verzeichnete in ihrer Geschichte einen Zwischenfall mit Todesopfern:
- Am 18. Mai 2011 gegen 20:50 Uhr Ortszeit (23:50 Uhr UTC), etwa 45 Minuten nach dem Start, stürzte eine mit 19 Passagieren, zwei Piloten und einer Flugbegleiterin besetzte Maschine des Typs Saab 340 der Sol Líneas Aéreas in der argentinischen Provinz Río Negro ab. Sie befand sich auf einem Inlandsflug von Neuquén nach Comodoro Rivadavia. Alle Insassen kamen bei dem Absturz ums Leben (siehe auch Sol-Líneas-Aéreas-Flug 5428).[2]